# سول إيتر
سول إيتر (ソウルイーター سورو إيتآ، حرفيًا "آكل الروح") هو اسم سلسلة مانغا من تأليف ورسم أتسشي أوكوبو, متسلسلة في مجلة شونن غانغان الشهرية من نشر سكوير إنيكس و سلسلة أنمي عُرِضت في اليابان من أبريل 2008 إلى مارس 2009.

## مصطلحات هامة
- سلاح
- حرفي
- مدرسة حاصد الأرواح لتخصص الأسلحة والحرفيين
- ديث سايث
- ساحرة
- كيشين

## الشخصيات

### م.ح.أ

#### تلاميذ م.ح.أ
- ماكا ألبارن
- سول إيتر
  - نوع السلاح: منجل
- بلاك☆ستار
- تسوباكي ناكاتسوكاسا
  - نوع السلاح: كوساريغاما (نوع من أسلحة النينجا)
- ديث ذا كيد
- ليز تومبسون
  - نوع السلاح: مسدس (مع أختها باتي)
- باتي تومبسون
  - نوع السلاح: مسدس (مع أختها ليز)
- أوكس فورد
- هارفر د إكلير
  - نوع السلاح: رمح الرعد
- كيليك لونغ
- بوت أوف فاير وبوت أوف ثندر
  - نوع السلاح: قفازات ملاكمة
- كيم ديل
- جاكلين أو لانترن دوبري
  - نوع السلاح: فانوس

#### طاقم م.ح.أ
- حاصد الأرواح
- دكتور فرانكن شتاين
- بوتّاتاكي جو/بي جاي
- سيد باريت
- ميرا نايغس

#### ديث سايث
- سبيريت ألبارن
- جاستن لو
- ماري ميولنير
- يومي أزوسا

### الساحرات
- ميدوسا
- إيروكا فروغ
- أنجيلا ليو
- ميزوني
- أراكني

### آخرون
- بلير
- غيريكو
- فري/رجل عين العفريت
- موسكيتو
- آسورا
- إيبون
- العفريت القزم
- ميفوني
- ماساموني
- إكسكاليبر
- كرونا
  - راغناروك

## طاقم إنتاج الأنمي
- الإخراج: تاكيا إيغاراشي
- تأليف النص الرئيسي: أكاتسكي ياماتويا
- تصميم الشخصيات، إخراج الرسوم المتحركة الرئيسي: يوشيوكي إيتو
- الإخراج الفني: نوريفمي ناكامرا
- الموسيقى: تاكو إيواساكي
- إنتاج الموسيقى: أنيبليكس
- إخراج الصوت: كازهيرو واكاباياشي
- إنتاج الرسوم المتحركة: بونز
- إنتاج: تلفزيون طوكيو، دنتسو

## وصلات خارجية
- سول إيتر على موقع ميوزك برينز (الإنجليزية)
- سول إيتر على موقع ANN manga (الإنجليزية)